# メルー峰

メルー峰(Meru Peak)は、インド ウッタラーカンド州にあるガルワール地方のヒマラヤ山脈の山である。タレイ・サガーとシブリン峰の間にあり、非常に難しいルートがいくつかある。「メルー」という名前は、タミール語の原始語である背骨を意味し、山の形を指していると考えられる。標高は、6,660メートル (21,850 ft) である。2006年6月に、グレン・シングルマンとヘザー・スワンは、メルー峰の6,604メートル (21,667 ft)地点から、当時の世界最高記録(Earthから)となるベース・ジャンピングをおこなった。しかし、その後、 2013年にヴァレリー・ロゾフが、エベレスト北壁からのジャンプを行い記録を更新した  。 
メルー峰には、3つのピークがある：南峰(6,660メートル (21,850 ft))、中央峰(6,310メートル (20,700 ft) )、北峰(6,450メートル (21,160 ft))。 2つの高いピークは、もっとも難しい中央峰よりも早く登頂されている、すなわち、2001年にヴァレリー・ババノフがソロ登山で最初に登り、さらに2006年には他のチームで2回目の登頂、そして2011年には「シャークス・フィン」ルート沿いで初めて登頂した。 

## シャークス・フィン・ルート
メルー中央峰への1400メートルの直登ルートは、「シャークス・フィン(Shark's Fin、サメのヒレ)」を越え、北東の石柱 に続いている、この北東壁の巨大な特徴ある花崗岩には、「船首(prow)」、「刀(blade)」、「鼻(nose)」といったように名前が付けられている 。中央峰の頂上近くで最高度のロック・クライミング技術を要するという点が、その登頂難度を並外れたレベルに増大させている、つまり、重い登山用具類をすべて運び上げる必要があるということである。この登攀ルートは、「ヒマラヤ全体で最も登頂が試みられ、最も征服が望まれたルートの1つ」および「大岩壁登山の最後の残課題の1つ」と言われてきた。 
このルートは、アプローチとして、700mの雪の斜面と岩の斜面を2日間かけ登った後に始まる。次は、難度A4の登攀技術を要する「インド洋の壁(Indian Ocean Wall)」と呼ばれる急勾配のオーバーハングである 。これに続いて、「クリスタル・ピッチ(Crystal Pitch)」があり、このオーバーハングはエイド・クライミングを必要とする。最後のセクションでは、ミックス・クライミングとエイド・クライミングを組み合わせ登攀する。 

### ルート制覇の試み
1986年にアメリカ人のマグス・スタンプが挑戦したが、低斜面での雪崩により阻止された。1988年に彼は再び挑んだが、長い雪嵐に打ち負かされた。 
1993年、ポール・プリチャード、ジョニー・ドーズ、ノエル・クレーン、デイブ・ケンダル、フィリップ・ロイドの英国チームが重大な挑戦を行った。このとき、ドーズが登山ブーツを紛失、その後に大きく滑落するトラブルが発生し失敗に終わった。 
1990年代にも、さらに失敗は続いた、この中には米国有数の高山登山者の一人であるスコット・バックスが含まれる。1997年、ニック・ブロック、ジュール・カートライト、ジェイミー・フィッシャーは、6,100mまでの高さの登攀を達成した。 
ピート・タケダとデイブ・シェルドンは、1998年、1999年、2001年と3回試みたが、すべて失敗した。 
2001年、ロシアのヴァレリー・ババノフは、ルート下部の5,800mまで登攀した。さらに、彼は別のルートを経由して、中央峰に登頂したが、同年に そのルートは「シャングリラ(Shangri-La)」として知られるようになった。メルー中央峰が、ルートにかかわらず、登頂されたのはこれが初めてであった。 
2003年、アメリカ人のコンラッド・アンカー、ダグ・シャボット、ブルース・ミラーが壁の下部まで登攀した後、ルートをそれて氷壁の溝に変更しようとするも、最終的に引き返した。 
2004年、日本の遠征は、事故によりチームメンバーの1人が負傷したため、失敗した。同じチームが2006年に再び試みたが、登頂するためにシャークス・フィン・ルートを回避した。 
2006年10月、チェコの登山家マレック・ホレセクとヤン・クライシンガーはこのシャークス・フィン・ルートを試みたが、登頂を成功させるため、より簡単なルートを選び、尾根を途中で離れた。 
2008年には、チームのコンラッド・アンカー、ジミー・チン、レナン・オズタークは、頂上まであと2ピッチ（150ｍ）以内にまで迫ったが、引き返さざるを得なかった。彼らは激しい嵐に遭い、ポータレッジ(崖に吊るすテント)で4日間足止めされ、食料を使い果たした。 
2009年、スロベニア人シルボ・カロ 、マルコ・ルキッチ、アンドレイ・グルモフセクは、岩壁の根元で方向転換し、ルート挑戦に失敗した、不十分なギア、順応性の低さ、アルパインスタイルのアプローチが要因であった。 
初めての成功は、コンラッド・アンカー、ジミー・チン、レナン・オズタークにより、2011年10月に達成された、このメンバーは、さきの2008年に登頂にあと少しまで迫ったチームと同じである。レナン・オズタークは、スキー事故で深刻な脊椎と頭蓋骨の負傷を負ったが、そのわずか5か月後にこの登頂をおこなった 。彼らは、ポータレッジの破損、オズタークのケガの後遺症である「軽度の発作」といったトラブルを克服した、成功の主な要因として天気に恵まれたことが挙げられる、ギネス世界記録でもメルー中央峰のシャークス・フィン・ルートにおける最初の登頂と認められた。彼らは8日目に山頂に到着し 、それから下山に3日かかった。 
2015年、長編ドキュメンタリー映画『MERU/メルー』が公開された、コンラッド・アンカーのチームによる2008年と2011年の2つの挑戦が記録されている。それは、元々あとに残すために、ジミー・チン、レナン・オズタークが撮影した映像を含んでいる。

## 参照
- MERU/メルー 日本公式サイト、シャークス・フィン・ルート登攀の2015年のドキュメンタリー映画